# Bust (Sistan)
Bust fou una ciutat de Sistan (Sidjistan) avui unes ruïnes al sud de l'Afganistan, a la vora del riu Helmand, prop de la seva confluència amb l'Arghandab. Estava allunyada de la ruta Herat-Kandahar el que la deixava força aïllada. Fou una vila amb terrenys fèrtils i centre comercial regional. Les restes modernes es divideixen en dos grups: Kala-i Bist i Lashkar-i Bazar.
Ja existia en època dels parts i després dels sassànides, dota els quals fou disputada entre aquestos i el rei heftalita de Zabulistan. Va caure temporalment en mans dels musulmans per obra de Abd al-Rahman ibn Samura vers 649 o 650, però el domini efectiu no es va produir fins a una data entre el 662 i el 664. Des de llavors la ciutat va pagar tribut però encara no va quedar sota ocupació fins una mica més tard quan fou erigida en lloc avançat de la conquesta àrab dels principats orientals que portaven el títol de Zunbil. Els primers governadors àrabs de Sidjistan van haver de reprimir revoltes locals i disturbis fomentats pels kharigites. La revolta més important (o almenys la més coneguda) fou la d'Ibn al-Ashath. El 773 Man ibn Zaida al-Shaybani que havia exercit forta repressió a Bust, fou assassinat a la ciutat. L'organització administrativa de la zona és desconeguda però sembla que Bust era la capital d'un districte que gaudia de certa autonomia.
El safàrida Yaqub ibn al-Layth va conquerir Kabul el 871 i va dominar Bust tot seguit. Yakub hi va residir diverses vegades i la va tenir com a base per expedicions cap a l'est. Els samànides també van intentar dominar-la i ocasionalment van trobar l'oposició local; El 976 fou conquerida per Sebuktegin, el fundador de la dinastia gaznèvida i va quedar separada de la província de Zarandj. Va ser llavors una segona residència dels emirs (després sultans) de Gazni que hi tenien un campament permanent de nom al-Askar. A Bust els gaznèvida Abd al-Rashid ben Mahmud (1049-1052) es va oposar victoriosament als seljúcides (1049) que havien intentat ja abans dominar la regió, però una mica després, el saqueig de Gazni pels gúrides d'Ala al-Din Husayn (1149-1161) va anar seguit de la conquesta de Bust i l'incendi dels castells i palaus. La destrucció fou limitada i palaus i castell foren restaurats pels governadors locals designats pels gúrides, i més tard pels xas de Coràsmia.
La invasió mongola va comportar la seva destrucció el 1221. La ciutat es va repoblar alguns anys després però Tamerlà va completar la destrucció vers el 1380. La ciutat fou llavors abandonada. Les terres de culties es van convertir en estepa. La fortalesa encara va ser utilitzada fins al temps de Nadir Shah que la va fer desmantelar el 1738.